# Neidong
Neidong (kinesiska: 内东乡, 内东) är en socken i Kina. Den ligger i provinsen Sichuan, i den sydvästra delen av landet, omkring 480 kilometer söder om provinshuvudstaden Chengdu. Antalet invånare är 9 822. Befolkningen består av 4 729 kvinnor och 5 093 män. Barn under 15 år utgör 18,0 %, vuxna 15-64 år 71 %, och äldre över 65 år 9,0 %.
Genomsnittlig årsnederbörd är 1 137 millimeter. Den regnigaste månaden är juli, med i genomsnitt 320 mm nederbörd, och den torraste är januari, med 3 mm nederbörd.